# Ctenophorus caudicinctus
Ctenophorus caudicinctus är en ödleart som beskrevs av  Günther 1875. Ctenophorus caudicinctus ingår i släktet Ctenophorus och familjen agamer.

## Underarter
Arten delas in i följande underarter:
- C. c. caudicinctus
- C. c. graafi
- C. c. infans
- C. c. macropus
- C. c. mensarum
- C. c. slateri